# Geiselroda
Geiselroda (auch Geyßelroda, Geyselroda) ist eine Wüstung im Wald zwischen Pockau-Lengefeld und Zöblitz im Erzgebirgskreis in Sachsen. Sie liegt auf Pockau-Lengefelder Gemeindegebiet östlich der Staatsstraße 224 unweit der Mündung des Knesenbachs in die Schwarze Pockau.

## Geschichte
Das ehemalige Vorwerk von Zöblitz wurde im Dreißigjährigen Krieg niedergebrannt und danach nie wieder aufgebaut. Wilhelm Steinbach berichtet im Jahr 1750 über die Zerstörung:
Das Hüttenfeld oder Geiselroda, wo vor diesem der Oberförster gewohnet, so aber Anno 1633 von den Kayserlichen, bey dem Holkischen Einfall in Meissen, zu einem Stein-Hauffen gemacht worden, und davon nur noch wenige Rudera zu sehen seyn.
In einer Urkunde vom 25. September 1697 wird das „Forwerg Geißelroda“ als „gänzlich demoliret“ bezeichnet, „und die darzu gehörig gewesenen Felder anjezo mit Holz bestanden“. Christian Lehmann berichtet in seinem 1699 erschienenem Werk Historischer Schauplatz derer natürlichen Merkwürdigkeiten in dem Meißnischen Ober-Ertzgebirge „Das Holtz am hohlen Wege hat unter dem Fuhrwerck Geiselroda Tannen/Fichten und Buchen“. Das zerstörte Vorwerk war als „archäologisches Denkmal“ noch 2011 Ziel einer archäologischen Wanderung in der Stadt Zöblitz, gemeinsam veranstaltet vom Landesamt für Archäologie Sachsen und dem Erzgebirgskreis als Denkmalschutzbehörde. Nach dem Historischen Ortsverzeichnis von Sachsen wurde das Vorwerk im Jahr 1631 noch als „Geiselroda“ bezeichnet, danach wird im Jahr 1699 nur noch ein „Holtz am hohlen Weg bey Geiselrode“ und im gleichen Jahr „Die Geiselrödische Leithe“ erwähnt. Das Historische Ortsnamenbuch von Sachsen berichtet über die verschiedenen Formen des Namens.